# John Kirk Townsend
Pour les articles homonymes, voir Townsend.
John Kirk Townsend est un ornithologue et un naturaliste américain, né le 10 août 1809 à Philadelphie et mort le 6 février 1851 à Washington D.C..

## Biographie
Il est le fils de Charles Townsend et de Priscilla née Kirk. Il se marie avec Charlotte Holmes, union dont il aura un enfant. Il participe en 1835 à une expédition dans l’Oregon puis à Hawaii. Il est chirurgien dans le fort de Vancouver de 1835 à 1836 où il commence à constituer une riche collection de mammifères et d’oiseaux.
Townsend participe à Ornithology of the United States of North America (1840). Sa collection sert de modèle pour le dernier volume de Birds of America (1844) de John James Audubon (1785-1851). Ses mammifères sont utilisés par Audubon et John Bachman (1790-1874) dans Viviparous Quadrupeds of North America.
Il est notamment l’auteur de Narrative to a Journey Across the Rocky Mountains to the Columbia River (1839). Il est membre de l’Academy of Natural Sciences of Philadelphia. Il donne sa collection d’oiseaux en 1842 au National Museum of Natural History.

## Éponymes
La Taupe de Townsend lui doit son nom. John James Audubon (1785-1851) lui dédie le solitaire de Townsend (Myadestes townsendi) en 1838, et John Bachman (1790-1874) le lièvre de Townsend ( Lepus townsendii) en 1839.